# شهادات سيسكو (حاسب آلي)
شهادات سيسكو هي شهادات احترافية في الشبكات يتم تقديمها من قبل شركة سيسكو سيستمز. للحصول على الشهادة يجب على المتقدم أن يجتاز الاختبارات المخصصة لكل شهادة. عدد الاختبارات يختلف من شهادة لأخرى، ويتراوح عدد الاختبارات ما بين اختبار واحد كحد أدنى وأربع اختبارات كحدٍ أعلى للشهادة الواحدة. يتم إجراء هذه الاختبارات في مراكز بيرسون فيو المنتشرة حول العالم. تقدم سيسكو ما يزيد عن 130 اختباراً تغطي جميع مجالات الشبكات. أكثر شهادات سيسكو إقبالاً هي تلك المرتبطة بالمسارات، أغلب المسارات تتدرج إلى ثلاثة مستويات، وبعضها يتدرج إلى مستويين إثنين، وبعضها له مستوى واحد فقط. كما يوجد هناك العديد من الشهادات المتخصصة في شتى مجالات الشبكات.

## شهادات سيسكو ذات المسار
تقدم سيسكو خمسة مستويات لشهادات ذات المسار، أشهرها هي شهادة المستوى الأول، وتسمى CCNA.
الجدول التالي يتضمن جميع الشهادات التي تقدمها سيسكو ضمن مساراتها المعتمدة، وكذلك يظهر الجدول جميع المستويات.
| المستوى | موجه ومبدل | تصميم الشبكات | سحابة      | اشتراك (صوت وصورة) | الحماية الإلكترونية | شبكات صناعية    | أمن الشبكات   | مزود خدمة             | الشبكات اللا سلكية | مركز بيانات      |
| ------- | ---------- | ------------- | ---------- | ------------------ | ------------------- | --------------- | ------------- | --------------------- | ------------------ | ---------------- |
| مصمم    |            |               |            |                    |                     |                 |               |                       |                    |                  |
| خبير    | CCIE R&S   | CCDE          | -          | CCIE Collaboration | -                   | -               | CCIE Security | CCIE Service Provider | CCIE Wireless      | CCIE Data Center |
| محترف   | CCNP R&S   | CCDP          | CCNP Cloud | CCNP Collaboration | -                   | -               | CCNP Security | CCNP Service Provider | CCNP Wireless      | CCNP Data Center |
| فني     | CCNA R&S   | CCDA          | CCNA Cloud | CCNA Collaboration | CCNA CyberOps       | CCNA Industrial | CCNA Security | CCNA Service Provider | CCNA Wireless      | CCNA Data Center |
| مبتدئ   | CCENT, CCT | CCENT, CCT    | CCENT, CCT | CCENT, CCT         | CCENT, CCT          | CCENT, CCT      | CCENT, CCT    | CCENT, CCT            | CCENT, CCT         | CCENT, CCT       |

### مستوى مبتدئ

#### CCENT
هذه الشهادة تعتبر أقل مستوى لشهادات سيسكو، وهي تغطي المهارات الأساسية في الشبكات. الحاصلون على هذه الشهادة يمكنهم تثبيت، إدارة، وحل المشاكل في الشبكات المتوسطة الحجم، بالإضافة إلى معرفة بسيطة في أمن الشبكات. وتعتبر هذه الشهادة الخطوة الأولى للحصول على شهادة CCNA.

#### CCT
الحاصلون على هذه الشهادة يمكنهم إصلاح، كشف، واستبدال أجهزة الشبكات لدى الزبائن.

### مستوى مساعد CCNA
يعتبر هذا هو المستوى الأول لشهادات سيسكو، والاسم الكامل لهذه الشهادة هو Cisco Certified Network Associate. ولهذه الشهادة 10 مسارات، آخر مسار تمت إضافته هو الحماية الإلكترونية بدءاً من نوفمبر 2016. من أجل الحصول على هذه الشهادة، يجب على المتقدم اجتياز الاختبارات المخصصة لكل شهادة. عدد الاختبارات يختلف من شهادة لأخرى، فبعض الشهادات تتطلب اختباراً واحداً، وأخرى تتطلب اختبارين. يمكن للمتقدم أن يتقدم لأي مسار، طالما أنه يستوفي المتطلبات السابقة -إن وجدت-. صلاحية هذه الشهادة هي ثلاث سنوات من تاريخ النجاح بالاختبار. من أجل تجديد الصلاحية فإنه على المتقدم إما أن يختبر نفس الاختبار مرةً أخرى، أو يتقدم لاختبار آخر من نفس المستوى أو أعلى. في حال كان المتقدم يمتلك شهادة في أكثر من مسار، فإن اجتياز اختباراً واحداً فقط كفيل بتجديد صلاحية جميع الشهادات، حتى التي تتطلب أكثر من اختبار.

#### موجه ومبدل
CCNA Routing and Switching، هذه الشهادة هي المفتاح الأساسي للحصول على شهادات سيسكو. الحاصلون على هذه الشهادة يمكنهم إعداد وتركيب شبكة صغيرة-متوسطة الحجم من الصفر. نظراً لأن هذه الشهادة هي المدخل الرئيسي لتعلم الشبكات، فإنها تعتبر دسمة قليلاً مقارنةً بالشهادات الأخرى. ولذلك، يمكن الحصول على هذه الشهادة بإحدى طريقتين، الطريقة الأولى: تقسيم الشهادة لإختبارين. حيث يتوجب على الطالب اجتياز  اختباري ICND 1, ICND 2. في حال نجح الطالب في الاختبار الأول فإنه يحصل على شهادة CCENT. وفي حال نجح في الاختبارين يحصل الطالب على شهادة CCNA R&S. الطريقة الثانية: الدخول لاختبار 200-120 CCNA R&S مباشرةً، في حال نجح الطالب في الاختبار فإنه يحصل على الشهادة. لا يوجد متطلب سابق لهذه الشهادة.

#### تصميم الشبكات
CCDA، الحاصلون على هذه الشهادة يمكنهم إعداد أجهزة الموجه والمبدل، كما يمكنهم تقديم خدمات النطاق العريض. الحصول على هذه الشهادة يتطلب اجتياز اختبار CCDA 200-310. كما يجب إستيفاء المتطلب السابق لهذه الشهادة، وهو الحصول على شهادة CCENT على الأقل. ويمكن الاستعاضة عن الـ CCENT بشهادة المستوى الفني في مسار الموجه والمبدل أو أي شهادة لمستوى الخبير في أي مسار.

#### سحابة
هذا المسار يعنى بالحوسبة السحابية. حيث يقوم الطالب بتعلم أساسيات تصميم السحب، والبيئة الافتراضية. ومن ثم يقوم الطالب بتعلم إداراة، مراقبة، إصلاح السحابة. الحصول على هذه الشهادة يتطلب اجتياز اختبارين.  هما
- 210-451 CLDFND
- 210-455 CLDADM

لا يوجد متطلب سابق لهذه الشهادة.

#### اشتراك (صوت وصورة)
في السابق كانت هذه الشهادة تسمى CCNA Voice، ولكن تم دمجها الآن مع تقنية الفيديو وأصبح هذا المسار يسمى اشتراك، أي اشتراك بين الصوت والصورة. هذا المسار ينقسم إلى مجالين، يوجد لكل مجال اختبار منفصل. المجال الأول هو الصوت عبر الإنترنت (Voice over IP)، حيث يقوم الطلاب بتعلم هذه التقنية والبروتوكولات والأجهزة المستخدمة. المجال الثاني هو الفيديو عبر الإنترنت، حيث يقوم الطلاب بتعلم هذه التقنية والبروتوكولات والأجهزة المستخدمة. من أجل الحصول على هذه الشهادة، يجب على المتقدم بأن يجتاز الاختبارين هما
- 210-060 CICD
- 210-065 CIVND

لا يوجد متطلب سابق لهذه الشهادة.

#### مركز بيانات
هذا المسار يعنى بمراكز البيانات، حيث يقوم الطالب بتعلم المعلومات الأساسية في الشبكات - تماماً مثل Routing & Switching - ومن ثم يقوم بتعلم كيفية بناء البيئة الافتراضية، التخزين، توزيع البيانات، وبعض أنظمة التشغيل. الحصول على هذه الشهادة يتطلب اجتياز اختبارين هما
- 640-911 DCICN
- 640-916 DCICT

لا يوجد متطلب سابق لهذه الشهادة.

#### أمن الشبكات
هذا المسار يتعلق بأمن الشبكات. يتعلم الطلاب هنا الطرق الأمثل لتصميم شبكة آمنة، كشف الأخطار والتهديدات، ومعالجة مشاكل الأمان إن وجدت. الحصول على هذه الشهادة يتطلب اجتياز اختبار 260-210 IINS. كما يجب إستيفاء المتطلب السابق لهذه الشهادة، وهو الحصول على شهادة CCENT على الأقل. ويمكن الاستعاضة عن الـ CCENT بأي شهادة لمستوى الفني في مسار الموجه والمبدل أو أي شهادة لمستوى الخبير في أي مسار.

#### مزود خدمة
هذا المسار يعنى بمزودي الخدمة، حيث يتعلم الطالب المهارات الأسياسية التي تمكنه من إنشاء شبكة للزبائن. الحصول على هذه الشهادة يتطلب اجتياز اختبارين هما
- 640-875 SPNGN1
- 640-858 SPNGN2

لا يوجد متطلب سابق لهذه الشهادة.

#### الشبكات اللاسلكية
هذا المسار يعنى بالشبكات اللاسلكية. في هذا المسار يتعلم الطلاب مباديء عمل موجات الراديو، بالإضافة لتثبيت وإعداد ومراقبة الشبكات اللاسلكية في بيئة عمل صغيرة. الحصول على هذه الشهادة يتطلب اجتياز اختبار  355-200 WIFUND. كما يجب إستيفاء المتطلب السابق لهذه الشهادة، وهو الحصول على شهادة CCENT على الأقل. ويمكن الاستعاضة عن الـ CCENT بأي شهادة لمستوى الفني في مسار الموجه والمبدل أو أي شهادة لمستوى الخبير في أي مسار.

### مستوى محترف CCNP
يعتبر هذ هو المستوى الثاني لشهادات سيسكو، والاسم الكامل لهذه الشهادة هو Cisco Certified Network Professional. ولهذه الشهادة 8 مسارات. من أجل الحصول على هذه الشهادة، يجب على المتقدم اجتياز الاختبارات المخصصة لكل شهادة. عدد الاختبارات هو أربعة اختبارات لكل شهادة، بإستثناء مسار الموجه والمبدل ومسار التصميم. حيث أن هذان المساران هما الوحيد اللذان يتطلبان ثلاثة اختبارات عوضاً عن أربعة اختبارات في هذا المستوى. صلاحية هذه الشهادة هي ثلاث سنوات من تاريخ النجاح بالاختبار. من أجل تجديد الصلاحية فإنه على المتقدم إما أن يختبر نفس الاختبار مرةً أخرى، أو يتقدم لاختبار آخر من نفس المستوى أو أعلى. في حال كان المتقدم يمتلك شهادة في أكثر من مسار، فإن اجتياز اختباراً واحداً فقط كفيل بتجديد صلاحية جميع الشهادات.

#### موجه ومبدل
الحاصلون هذه الشهادة يمكنهم إنشاء، وتطبيق، وحل المشكلات في الطبقة الثانية والثالثة من طبقات الشبكات. من أجل الحصول على هذه الشهادة يتعين على المتقدم اجتياز ثلاثة اختبارات، هي 101-300 ROUTE وهذا الاختبار يعنى بالطبقة الثالثة من طبقات الشبكات. الاختبار الثاني هو 115-300 SWITCH وهو يعنى بالطبقة الثانية من طبقات الشبكات. الاختبار الثاث هو 135-300 TSHOOT وهو يعنى بإستكشاف وحل مشاكل الشبكات. المتطلبات السابقة لهذه الشهادة هي شهادة المستوى الأول لنفس هذا المسار، أو أي شهادة مستوى محترف في أي مسار.

#### تصميم
الحاصلون هذه الشهادة يمكنهم تصميم شبكات الحوسبة السحابية، مراكز البيانات، ومزويدي الخدمة. الفرق الوحيد بين هذه الشهادة وشهادة CCNP R&S هو أن هذه الشهادة تعنى أكثر بتصميم الشبكات. من أجل الحصول على هذه الشهادة يتعين على المتقدم اجتياز ثلاثة اختبارات، هي 101-300 ROUTE وهذا الاختبار يعنى بالطبقة الثالثة من طبقات الشبكات. الاختبار الثاني هو 115-300 SWITCH وهو يعنى بالطبقة الثانية من طبقات الشبكات. الاختبار الثاث هو 320-300 ARCH وهو يعنى بتصميم الشبكة. المتطلبات السابقة لهذه الشهادة هي شهادة المستوى الأول لنفس هذا المسار بالإضافة إلى شهادة المستوى الأول لـ R&S، أو أي شهادة مستوى محترف في أي مسار.

#### سحابة
الحاصلون هذه الشهادة يمكنهم إدارة، تصميم، وهندسة السحب، بالإضافة إلى إدارة جزء صغير من مراكز المعلومات. هذا المستوى من الشهادة يميل أكثر للجانب العملي منه للنظري، على عكس المستوى الأول. للحصول على هذه الشهادة يتوجب على المتقدم اجتياز أربعة اختبارات، هي:
- 300-460 CLDINF
- 300-465 CLDDES
- 300-470 CLDAUT
- 300-475 CLDACI

المتطلبات السابقة لهذه الشهادة هي شهادة المستوى الأول لنفس هذا المسار، أو أي شهادة مستوى خبير في أي مسار.

#### اشتراك
الحاصلون هذه الشهادة يمكنهم تصميم، توزيع، إعداد، وحل مشاكل أجهزة الصوت الصورة. ونظراً لزيادة الإقبال على تقنية الصوت عبر الإنترنت، تم إنشاء هذه الشهادة لتلبية متطلبات السوق، حيث أن الحصول على هذه الشهادة يتطلب دراسة متعمقة لفهم تقنية الصوت والفيديو عبر الإنترنت. من أجل الحصول على هذه الشهادة، يتعين على المتقدم اجتياز أربعة اختبارات، هي:
- 300-070 CIPTV1
- 300-075 CIPTV2
- 300-080 CTCOLLAB
- 300-085 CAPPS

المتطلبات السابقة لهذه الشهادة هي شهادة المستوى الأول لنفس هذا المسار، أو أي شهادة مستوى خبير في أي مسار.

#### مركز بيانات
الحاصلون على هذه الشهادة يمكنهم إنشاء، إعداد، وصيانة مراكز المعلومات. يوجد لهذه الشهادة 6 اختبارات، ويجب على المتقدم أن يجتاز أربعة منها. الاختباران الأساسيان هما:
- 642-999 DCUCI
- 642-997 DCUFI

ومن ثم يتعين على المتقدم اختيار أحد مسارين، لكل مسار اختباران. المسار الأول يعنى بتصميم الشبكة، واختباراته هي:
- 642-998 DCUCD
- 642-996 DCUFD

المسار الثاني يعنى بحل مشاكل مراكز المعلومات، واختباراته هي:
- 642-035 DCUCT
- 642-980 DCUFT

المتطلبات السابقة لهذه الشهادة هي شهادة المستوى الأول لنفس هذا المسار، أو أي شهادة مستوى خبير في أي مسار.

#### أمن الشبكات
الحاصلون على هذه الشهادة يمكنهم إعداد التطبيقات الأمنية لأجهزة الطبقة الثانية والثالثة من طبقات الشبكات. بالإضافة إلى تعلم التقنيات المتقدمة في تثبيت، توزيع، وإصلاح الجدار الناري. من أجل الحصول على هذه الشهادة يتعين على المتقدم اجتياز أربعة اختبارات هي:
- 300-206 SENSS
- 300-207 SITCS
- 300-208 SISAS
- 300-209 SIMOS

المتطلبات السابقة لهذه الشهادة هي شهادة المستوى الأول لنفس هذا المسار، أو أي شهادة مستوى خبير في أي مسار.

#### مزود خدمة
الحاصلون على هذه الشهادة يمكنهم تطبيق التقنيات المتقدمة التي يتطلبها سوق العمل من أجل خدمة الزبائن. من أجل الحصول على هذه الشهادة يتعين على المتقدم اجتياز أربعة اختبارات هي:
- 642-883 SPROUTE
- 642-885 SPADVROUTE
- 642-887 SPCORE
- 642-889 SPEDGE

المتطلبات السابقة لهذه الشهادة هي شهادة المستوى الأول لنفس هذا المسار، أو أي شهادة مستوى خبير في أي مسار.

#### الشبكات اللاسلكية
الحاصلون على هذه الشهادة يمكنهم فهم جميع مكونات الشبكة اللاسلكية بالمفهومين العملي والتطبيقي. من أجل الحصول على هذه الشهادة يتعين على المتقدم اجتياز أربعة اختبارات هي:
- 642-732 CUWSS
- 642-742 IUWVN
- 642-747 IUWMS
- 642-737 IAUWS

المتطلبات السابقة لهذه الشهادة هي شهادة المستوى الأول لنفس هذا المسار، أو أي شهادة مستوى خبير في أي مسار.

### مستوى خبير CCIE
يعتبر هذا هو المستوى الثالث لشهادات سيسكو، الاسم الكامل لهذه الشهادة هو Cisco Certified Internetwork Expert. ولهذه الشهادة 8 مسارات. من أجل الحصول على هذه الشهادة، يجب على المتقدم اجتياز الاختبارات المخصصة لكل شهادة. لكل شهادة اختباران، اختبار نظري واختبار عملي. يجب على المتقدم النجاح في الاختبارين للحصول على هذه الشهادة.

#### الاختبار النظري
الاختبار النظري يحتوي على 100 سؤال اختيار من متعدد، الاختبار التحريري هو شرط أساسي لدخول الاختبار العملي. صلاحية هذه الشهادة هي سنتان من تاريخ النجاح بالاختبار. من أجل تجديد الصلاحية فإنه على المتقدم إما أن يختبر نفس الاختبار مرةً أخرى، أو يتقدم لاختبار آخر من نفس المستوى. في حال كان المتقدم يمتلك شهادة في أكثر من مسار، فإن اجتياز اختباراً واحداً فقط كفيل بتجديد صلاحية جميع الشهادات. لا توجد أي متطلبات سابقة للحصول على هذه الشهادة، ولكن يُتوقع أن يكون لدى المتقدم خبرة بين 3 - 5 سنوات.

##### الرسوب في الاختبار النظري
في حالة الرسوب في الاختبار النظري للمرة الأولى، فإنه يسمح للمتقدم بإعادة الاختبار بعد 15 يوماً من تاريخ الرسوب، على أن يبدأ حساب الأيام من اليوم التالي للرسوب. في حالة الرسوب للمرة الثانية فإن مدة الانتظار تتم مضاعفتها إلى 30 يوماً في حالة الرسوب للمرة الثالثة فإن مدة الانتظار تتم مضاعتفها إلى 60 يوماً، وهكذا دواليك.

#### الاختبار العملي
الاختبار مدته 8 ساعات. حيث يتم وضع المتقدم في معمل شبكات ويتم إعطائه سيناريو للمشاكل والأعطال الموجودة في المعمل ويتوجب على المتقدم حل جميع المشاكل خلال الوقت المحدد. نظراً لأن نسبة النجاح في هذا الاختبار هي 2% فقط، فإن صلاحية هذا الاختبار هي مدى الحياة. أي أن المتقدم لهذه الشهادة يكتفي باختبار عملي واحد مدى الحياة ويتم تجديد الشهادة كل سنتين عن طريق أخذ الاختبار التحريري. يجب على المتقدم تقديم المحاولة الأولى لهذا الاختبار بعد 18 شهراً من نجاحه في الاختبار النظري كحد أقصى، وإلا فإن درجة الاختبار النظري تعتبر لاغية.
المتطلب السابق لهذا الاختبار هو اجتياز الاختبار النظري لنفس المجال المراد التقديم عليه.

##### أماكن إجراء الاختبار العملي
لا يتم إجراء الاختبار العملي في مراكز بيرسون فيو العادية، بل يتم إجراء الاختبار في مدن محددة في العالم، مع العلم أن بعض المراكز لا تقدم بعض الاختبارات. وتوزيعها كالآتي:
| مركز الاختبار                            | موجه ومبدل | اشتراك | مركز معلومات | أمن الشبكات | مزود خدمة | شبكة لاسلكية |
| ---------------------------------------- | ---------- | ------ | ------------ | ----------- | --------- | ------------ |
| بكين، الصين                              | يوجد       | يوجد   | يوجد         | يوجد        | يوجد      | لا يوجد      |
| هونغ كونغ، الصين                         | يوجد       | يوجد   | يوجد         | يوجد        | يوجد      | لا يوجد      |
| دبي، الإمارات العربية المتحدة            | يوجد       | يوجد   | يوجد         | يوجد        | يوجد      | لا يوجد      |
| بنغالور، الهند                           | يوجد       | يوجد   | يوجد         | يوجد        | يوجد      | يوجد         |
| سان جوس، الولايات المتحدة الأمريكة       | يوجد       | يوجد   | يوجد         | يوجد        | يوجد      | يوجد         |
| بروكسل، بلجيكا                           | يوجد       | يوجد   | يوجد         | يوجد        | يوجد      | يوجد         |
| حديقة الأبحاث، الولايات المتحدة الأمريكة | يوجد       | يوجد   | يوجد         | يوجد        | يوجد      | يوجد         |
| طوكيو، اليابان                           | يوجد       | يوجد   | يوجد         | يوجد        | لا يوجد   | لا يوجد      |
| سيدني، أستراليا                          | يوجد       | يوجد   | يوجد         | يوجد        | يوجد      | يوجد         |

#### الرسوب في الاختبار العملي
في حالة الرسوب في الاختبار العملي للمرة الأولى، فإنه يسمح للمتقدم بإعادة الاختبار بعد شهر من تاريخ الرسوب، على أن يبدأ حساب الأيام من اليوم التالي للرسوب. في حالة الرسوب للمرة الثانية فإن مدة الانتظار تتم مضاعفتها إلى شهرين، في حالة الرسوب للمرة الثالثة فإن مدة الانتظار تتم مضاعتفها إلى 4 أشهر، وهكذا دواليك.

## شهادات سيسكو ذات التخصص
تقدم سيسكو أيضاً شهادات احترافية ذات تخصص، لكن هذه الشهادات أقل شهرةً من شهادات ذات المسار. تهدف هذه الشهادات إلى صقل المهارات التقنية، مما يساعد على فهم التقنيات المستخدمة في أمن الشبكات ومراكز المعلومات وغيرها بشكلٍ أكبر. تتوزع هذه الشهادات على 8 مجالات، وكل مجال يحتوي على عدد من الفروع وكل فرع له شهادة خاصة. يتطلب الفرع الواحد ما بين اختبار واحد كحدٍ أدنى، واختبارين كحدٍ أعلى. وعلى عكس الشهادات ذات المسار، هذه الشهادات ليس لها أي ترتيب معين. فترة الصلاحية لهذه الشهادات هي سنتان فقط.

### الأعمال
يوجد ثلاثة فروع لهذا المجال، وهي كالآتي

#### تخصص أعمال تقنية المعلومات
هذه الشهادة مخصصة للأشخاص الذين يلعبون دوراً حيوياً في تحسين أداء مؤسساتهم عن طريق تقنية المعلومات. حيث ستساعدهم هذه الشهادة على فهم متطلبات السوق، فهم تقنية المعلومات من زاوية ربحية، تحقيق الأرباح عن طريق تقديم حلول تقنية. المواضيع التي تغطيها الشهادة تشمل: تحليل الأعمال، الصرعات الجديدة في التقنية، المالية. للحصول على هذه الشهادة يجب على المتقدم اجتياز اختبار 427-820 BTBBSS، لا يوجد متطلب سابق لهذه الشهادة.

#### متخصص تعليم عن بعد
الحاصلون على هذه الشهادة يمكنهم إعداد وإدارة برامج التعليم عن بعد، مثل برنامج WebEx. الحاصلون على هذه الشهادة سيزيدون من قدراتهم في استخدام تلك البرامج، مما يعزز تحسين تجربة المتلقي. للحصول على هذه الشهادة يجب على المتقدم اجتياز اختبارين
- 810-502 LVCI
- 830-506 LVCIP

لا يوجد متطلب سابق لهذه الشهادة.

#### تخصص مبيعات
هذه الشهادة مخصصة للأشخاص الذين يتعاملون مع الزبائن لفهم متطلباتهم عن كثب. حيث يتمكن الحاصلون على هذه الشهادة من جعل الزبائن يفصحون أكثر عن احتياجاتهم، ومساعدتهم لإيضاح طريقة عمل المنتج الذي يريدونه. تنقسم هذا الفرع إلى أربعة مسارات

##### تقدير الأعمال Business Value
الحاصلون على هذه الشهادة يعتبرون مستشارين جديرين بالثقة، حيث انهم يساعدون الزبون لفهم احتياجاته بشكلٍ أكبر. للحصول على هذه الشهادة يجب على المتقدم اجتياز اختباري
- 810-403 OUTCOMES
- 820-424 BTASBVA

لا يوجد متطلب سابق لهذه الشهادة.

##### ممارس تقدير Value Practitioner
الحاصلون على هذه الشهادة يمكنهم تنفيذ الخطط والإستراتيجيات للمبيعات، تصميم الحلول والخدمات والبرامج، وتصميم حالات عمل. للحصول على هذه الشهادة يجب على المتقدم اجتياز اختبار واحد
- 840-425 BTEABVD

يجب أن يستوفي المتقدم المتطلب السابق، وهو شهادة متخصص في التقدير.

##### مصمم تقنية معلومات IT Roadmap
الحاصلون على هذه الشهادة يمكنهم فهم استراتجيات تقنية المعلومات\الأعمال، تصميم الحلول والخدمات والبرامج، تصميم الخطط الأولية للبرامج. للحصول على هذه الشهادة يجب على المتقدم اجتياز اختبار واحد
- 820-432 BTROAD

لا يوجد متطلب سابق لهذه الشهادة.

##### محلل تقدير  Value Analyst
الحاصلون على هذه الشهادة يمكنهم صقل مهاراتهم في بناء وتصميم طرق البيع، الحصول على طرق أكثر فاعلية لتقديم الخدمات والحلول. للحصول على هذه الشهادة يجب على المتقدم اجتياز اختبار واحد
- 810-403 OUTCOMES

لا يوجد متطلب سابق لهذه الشهادة.

### الاشتراك
هذا المجال مخصص لمن يردون تعزيز فهمهم للتقية الصوت عبر الإنترنت. وهو ينقسم إلى ثلاثة شهادات:

#### متخصص في مراكز الاتصال
مراكز الاتصال في الشركات التي تستخدم برنامج سيسكو تيلي بريزنس بحاجة إلى مهندسين مهرة يمكنهم تصميم، توزيع، إعداد، وإصلاح النظام ليعمل بالكفاءة القصوى. الحصول على هذه الشهادة هو إثبات على ان المتقدم يمتلك المهارات اللازمة للتعامل مع نظام سيسكو تيلي بريزنس. للحصول على هذه الشهادة يجب على المتقدم اجتياز اختبارين
- 600-455 UCCED
- 600-460 UCCEIS

لا يوجد متطلب سابق لهذه الشهادة.

#### متخصص في حلول سيسكو تيلي بريزنس
تركز هذه الشهادة على تعزيز فهم تقنية الصوت. كما أنها تساعد على إعداد، تركيب، وإدارة أجهزة الصوت الصورة من سيسكو. للحصول على هذه الشهادة يجب على المتقدم اجتياز اختبار واحد
- 700-070 IX5K

المتطلب السابق لهذه الشهادة هو شهادة مستوى فني في أي مسار.

#### متخصص في تقنية الفيديو
يقوم الطلاب بتعلم تقنية الفيديو والبروتوكولات والأجهزة المستخدمة. للحصول على هذه الشهادة يجب على المتقدم اجتياز اختبار واحد
- 210-065 CIVND

لا يوجد متطلب سابق لهذه الشهادة.

### مراكز البيانات
ينقسم هذا المجال إلى 3 فروع، كل فرع له شهادتين

#### الحوسبة الموحدة لمركز البيانات

##### متخصص تصميم الحوسبة الموحدة
الحاصلون على هذه الشهادة يمكنهم تصميم مراكز معلومات ذكية وموثوقة وآمنة. كما أن هذه الشهادة تشمل بعض أنظمة سيسكو المتعلقة بمراكز البيانات مثل خوادم أنظمة التشغيل، الخودام الافتراضية، وبعض الخوادم الأخرى. للحصول على هذه الشهادة يجب على المتقدم اجتياز اختبارين
- 642-998 DCUCD
- 642-999 DCUCI

لا توجد متطلبات مسبقة لهذه الشهادة، ولكن يفضل أن يكون المتقدم مستعداً لإكمال شهادة مستوى المحترف لمراكز البيانات.
للإطلاع على المزيد من المعلومات حول الحوسبة الموحدة.

##### متخصص دعم الحوسبة الموحدة
الحاصلون على هذه الشهادة يتقنون المباديء الأساسية للحوسبة الموحدة ولديهم القدرة على تطبيق البيئة الافتراضية لمراكز البيانات. للحصول على هذه الشهادة يجب على المتقدم اجتياز اختبارين
- 642-999 DCUCI
- 642-035 DCUCT

لا يوجد متطلب سابق لهذه الشهادة.

#### النسيج الموحد لمركز البيانات

##### متخصص تصميم النسيج الموحد
الحاصلون على هذه الشهادة تصميم شبكات سريعة، ورفع مستوى كفاءة البيئة الافتراضية لمركز المعلومات. هذا الفرع يعنى بتصميم وبناء شبكات النسيج الموحد، بما في ذلك بروتوكولات التوجيه، وطرق تسيير البيانات. على عكس الشهادات الأخرى، هذه الشهادة هذه الشهادة تضم مواضيع إضافية تتعلق بأمن الشبكات. للحصول على هذه الشهادة يجب على المتقدم اجتياز اختبارين
- 642-996 DCUFD
- 642-997 DCUFI

لا توجد متطلبات مسبقة لهذه الشهادة.

##### متخصص دعم النسيج الموحد
الحاصلون على هذه الشهادة تصميم شبكات سريعة، ورفع مستوى كفاءة البيئة الافتراضية لمركز المعلومات. هذا الفرع يعنى بتصميم وحل مشاكل النسيج الموحد.

## الاختبار
يتم إجراء هذه الاختبارات في مراكز بيرسون فيو المنتشرة حول العالم.

### توزيع الدرجات
درجة الاختبار هي من 1000 نقطة. حالما يدخل المتقدم للاختبار فإنه يحصل على 300 نقطة بشكل تلقائي. أي أنه حتى في حال لم يتم حل أي سؤال في الاختبار، فإن المتقدم يحصل على 300 نقطة تلقائيا. بالنسبة لطريقة توزيع الدرجات فهي مجهولة، ولا أحد يعلم طريقة التوزيع بإستثناء موظفي سيسكو. لكن ما هو معروف هو أن توزيع النقاط غير متساوي على جميع الأسئلة.

### درجة النجاح
تختلف درجة النجاح من اختبار لآخر، كما أن درجة النجاح لنفس الاختبار تتغير بشكلٍ يومي. لكن في الغالب درجة النجاح تقع بين 790 - 860 نقطة من 1000 نقطة.

### مدة الاختبار
تختلف المدة من اختبار لآخر، لكن في الغالب وقت الاختبار بين 70 - 90 دقيقة. ويحصل المتقدمون للاختبار من الدول التي لا تتحدث الإنجليزية كلغة رسمية على 40 دقيقة إضافية بشكل تلقائي.

### الاسئلة
عدد الاسئلة بين 40 - 70 سؤال لمستوايي الفني والخبير. بينما مستوى المحترف يحتوي على 100 سؤال. تتخذ الأسئلة عدة أشكال وأنماط أثناء تقديمها كما يلي:
1- اختيار من متعدد لإجابة صحيحة واحدة.
2- اختيار من متعدد لأكثر من إجابة صحيحة.
3- مطابقة بين إجابات مبعثرة.
4- تعبئة فراغات.
5- أسئلة محاكاة.

### لغة الاختبار
جميع الاختبارات تتوفر باللغتين الإنجليزية واليابانية، وعدد محدود من الاختبارات يتوفر بلغة الماندرين الصينية.

### الرسوب
في حالة الرسوب بالاختبار، فإنه يسمح للمتقدم بإعادة الاختبار بعد خمسة أيام من تاريخ الرسوب، على أن يبدأ حساب الأيام من اليوم التالي للرسوب، مع ملاحظة أن طريقة الحساب هذه لا تشمل اختبارات الـ CCIE، بل يتم حسابها بشكلٍ آخر.

## وصلات خارجية
- الموقع العام للمنظمة أو الشركة
- موقع التعليم الخاصة بالشبكة التعليمية.
- حلول الحوسبة الموحدة، سيسكو الشرق الأوسط.